# Cruz de Voo Distinto (Reino Unido)

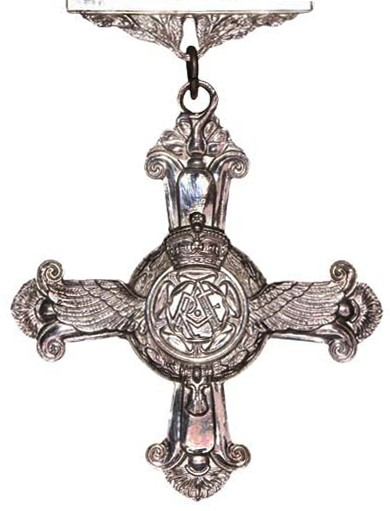

A Cruz de Voo Distinto é uma condecoração militar concedido a integrantes da Força Aérea Real do Reino Unido e de outros serviços. Antigamente também era concedida a oficiais de outros países da Commonwealth, por "um ato de coragem, ou devoção ao dever, enquanto voando em operações ativas contra o inimigo".